# Филд, Сид
Сид Филд (англ. Syd Field, 19 декабря 1935 — 17 ноября 2013) — американский писатель, известный как «гуру всех сценаристов» (CNN). Его книга «Сценарий» впервые выпущенная в 1979 году, стала одним из первых серьёзных учебников об этом искусстве. Многие профессионалы Голливуда считают его ведущим в мире специалистом в искусстве сценаристики. Голливудские журналисты называют его «самым востребованным учителем сценаристики в современном мире».
Его всемирно известные книги-бестселлеры «Сценарий», «Книга сценариста» и «Решение проблем сценариста» зарекомендовали себя как «библии» в киноиндустрии. Они используются в более чем 395 колледжах и университетах и переведены на 19 языков.
Он был специальным консультантом сценариев для 20th Century Fox, Disney Studios, Universal Pictures и TriStar Pictures.
По книге "Screenplay – The Foundations of Screenwriting" учился в начале своей кинокарьеры режиссёр Джеймс Кэмерон.
В число бывших учеников Сида Филда входят Анна Гамильтон Фелан («Гориллы в тумане»), Джон Синглтон («Ребята по соседству», «Поэтичная Джастис»), Рэнди Мейем Сингер («Миссис Даутфайр»), Лаура Эскивель («Шоколад на крутом кипятке») и Кевин Уильямсон («Крик»).

## Парадигма
Наибольшим вкладом Сида Филда в сценаристику была разработка идеальной парадигмы «трехактной структуры». Парадигма определяется как «модель, образец, концептуальная схема» сценария.
В этой структуре первый акт начинается с первой страницы и двигается далее вплоть до Первой Поворотной точки. Первый акт занимает примерно от 20 до 30 страниц сценария и удерживается драматическим контекстом, известным как вступление. Поворотная точка — это точка прогресса истории, которая начинает двигать историю в другом направлении, в данном случае — во Второй Акт.
Второй Акт также является элементом драматического действия, связанный вместе с частью контекста, называемой Конфронтацией. Второй Акт начинается с Поворотной точки 1 и кончается с Поворотной точкой 2, и занимает примерно от 50 до 60 страниц.
Третий Акт занимает обычно около 30 страниц, начинается со Второй Поворотной точки и длится до конца сценария.
Хотя структура Филда помогла многим сценаристам адаптировать свои идеи для Голливуда, его принципы иногда обвиняют в удушении инноваций и экспериментов, однако как говорила Лаура Эскивель: «Прежде чем я встретила Сида Филда, я часто чувствовала, что завишу от структуры сценария, но то, что я узнала, предоставило мне свободу, чтобы сосредоточиться именно на истории». Многие руководители студий теперь отказываются даже рассматривать сценарии, в которых не используется трехактная структура.

## Опубликованные книги
- 1979 Сценарий / Screenplay – The Foundations of Screenwriting
- 1984 Рабочая книга сценариста / The Screenwriter’s Workbook
- 1989 Продажа сценария: руководство сценаристов по Голливуду / Selling a Screenplay: The Screenwriter’s Guide to Hollywood
- 1994 Четыре сценария: исследование американских сценариев / Four Screenplays: Studies in the American Screenplay
- 1998 Решение проблем сценариста: как распознать, выявить и решить сценарные проблемы / The Screenwriter’s Problem Solver: How To Recognize, Identify, and Define Screenwriting Problems
- 2001 Поход в кино: личные путешествия по четырём десятилетиям современного фильма / Going to the Movies: A Personal Journey Through Four Decades of Modern Film
- 2003 Полное руководство по сценаристике / The Definitive Guide to Screenwriting